# Parallelia schraderi
Parallelia schraderi là một loài bướm đêm trong họ Erebidae.